# Courage, le chien froussard
Pour les articles homonymes, voir Courage et Courage (homonymie).
Courage, le chien froussard (version originale : Courage the Cowardly Dog) est une série d'animation américaine créée par John R. Dilworth pour une diffusion sur la chaîne de télévision Cartoon Network, initialement entre le 12 novembre 1999 et le 22 novembre 2002 aux États-Unis. La série met en scène les mésaventures d'un chien anthropomorphe nommé Courage vivant avec ses deux maîtres, Murielle et Eustache, un couple de fermiers retraités habitant au « milieu de Nulle-part » (la ville fictive de Nulle-part, Kansas). Courage et ses maîtres sont fréquemment lancés à travers des mésaventures bizarres et paranormales/surnaturelles. L'émission mélange des éléments de comédie dramatique, science fantasy et souvent dramatique.
La série vient à l'origine d'une émission d'animation auparavant diffusée sur Cartoon Network et créée par le président des studios Hanna-Barbera, Fred Seibert, sur le programme animé intitulé What a Cartoon!. La série a été positivement accueillie par l'ensemble des critiques et rédactions.

## Synopsis
Courage est un canin anthropomorphe très impressionnable vivant dans une ferme en compagnie de ses deux maîtres, Murielle et Eustache Eubagge près d'une ville fictive nommée Nulle-Part, localisée dans le Kansas. Abandonné alors qu'il n'était qu'un jeune chiot, Courage a été adopté par Muriel Eubagge (une gentille retraitée d'origine écossaise) et son mari Eustache (un fermier antipathique qui adore effrayer Courage la plupart du temps à l'aide d'un masque de monstre). Courage, Eustache et Murielle sont fréquemment menacés par des monstres, des extraterrestres, démons, scientifiques fous, zombies, et autres types d'antagonistes dont Courage doit sauver ses maîtres. Parmi les créatures auxquelles ces trois personnages doivent faire face, certains d'entre eux étaient en détresse et cherchaient simplement à être aidés.

## Personnages
Durant le générique de début, un annonceur décrit la première scène « nous interrompons ce programme pour vous présenter l'histoire de Courage, le chien froussard, avec en vedette Courage, le chien froussard... abandonné alors qu'il n'était qu'un chiot, il a été recueilli par Murielle, qui habite Nulle-part avec son mari Eustache Eubagge... Mais il se passe des choses affreuses à Nulle-part et Courage tient entre ses pattes la survie de son nouveau foyer. » À partir de ce moment, les personnages principaux — Courage Eubagge, Murielle Eubagge et Eustache Eubagge - ont été présentés.
- Courage : Courage est un petit chien anthropomorphe rose tacheté constamment terrifié par tout ce qui sort de l'ordinaire[4]. Toutefois, si des forces surnaturelles pointent le bout de leur nez, il fait preuve d'une courageuse ingéniosité pour protéger ceux qu'il aime. Courage aurait perdu ses parents lorsque ceux-ci se seraient fait enlever par un vétérinaire qui les aurait envoyés sur la lune. Courage a été retrouvé près des poubelles après cet incident par Murielle.
- Murielle : Pour Courage, Murielle est à la fois sa raison de vivre et la source de sa paranoïa. Elle permet à son chien de se blottir sur ses genoux en lui offrant ainsi un refuge lors qu'il est effrayé par les tactiques d'Eustache et cette dernière peut aussi donner des coups de rouleau à son mari lorsqu'il est beaucoup trop méchant avec son chien . Murielle est la bonté en personne[4].
- Eustache : Eustache apprécie les plaisirs simples tels que terroriser son chien avec de grands masques effrayants. En dépit des efforts de Courage à devenir un chien de garde, Eustache aime à rappeler sa bêtise frénétique grâce à deux mots très simples : « Abruti d'chien ! ». De manière générale, Eustache est un vieux grognon jamais content, radin, avide d'argent et de surcroît assez égoïste cependant il arrive qu’il se montre bienveillant et aimant lors de certaines occasions [4].

## Production

### Développement
Originellement, Courage, le chien froussard a été créé en tant que court-métrage et épisode pilote, intitulé The Chicken from Outer Space. Dilworth débute cette animation aux studios Hanna-Barbera, sponsorisés par Cartoon Network et intronise Courage. Dilworth a été diplômé Bachelor of Fine Arts depuis la School of Visual Arts à New York en 1985. Il devient directeur artistique et fonde son propre studio d'animation en 1991. Le court-métrage a été diffusé pour la première fois sur Cartoon Network dans une émission intitulée What a Cartoon! en 1996, une innovation des studios Hanna-Barbera créée par le futur président Fred Seibert. Ce court-métrage a servi de fait comme scénario à cette future série. Le court-métrage original ne possédait aucun dialogue à part une seule ligne parlée par Courage, qui avait une voix plus autoritaire que dans la série. Il a été doublé par l'acteur américain Howard Hoffman qui a également réalisé les effets audiovisuels pour le court-métrage. Un poulet extraterrestre était l'antagoniste du court-métrage, et il réapparaitra plus tard dans la série pour exécuter sa vengeance. le court-métrage a été nommé Oscar du meilleur court métrage d'animation au 68e cérémonie des Oscars.
La musique du générique de début a été composée par Jody Gray et Andy Ezrin. De la musique classique peut être entendue de temps à autre, jouée en hommage aux animations Warner Bros.. En 1999, Cartoon Network donne la permission à Dilworth de faire du court-métrage original une série. Hanna-Barbera était responsable de l'anthologie What a Cartoon! et voulait que la série soit développée. Cependant, Dilworth a insisté pour produire la série aux Stretch Films Studios. Les scénaristes incluaient David Steven Cohen, Irv Bauer, Craig Shemin, Lory Lazarus, Bill Marsilii, Allan Neuwirth, Bill Aronson et Michelle Dilworth. Courage, le chien froussard est diffusé pour la première fois aux États-Unis le 19 novembre 1999, et devient l'une des séries d'animation à grande audience dans l'histoire de Cartoon Network. Elle a été diffusée pour la dernière fois le 22 novembre 2002 et se compose au total de 52 épisodes de quatre saisons.

### Épisodes
La série est initialement diffusée aux États-Unis sur la chaîne de télévision Cartoon Network entre le 12 novembre 1999 et le 22 novembre 2002, et compte un total de 102 épisodes et de 4 saisons. Le 20 avril 2012, la série est rediffusée aux États-Unis sur Cartoon Network dans l'émission Cartoon Planet. En France, sur Cartoon Network en 2000, puis rediffusée sur Boomerang et Boing,. En Belgique, elle est diffusée depuis 2000 sur Club RTL. Au Québec, elle a été diffusée entre septembre 2000 et 2006 sur Télétoon.

## Distribution
| Personnages notables | Voix originales          | Voix françaises |
| -------------------- | ------------------------ | --- |
| Courage              | Marty Grabstein          | Éric Missoffe |
| Muriel Eubagge       | Thea White               | Janine Souchon |
| Eustache Eubagge     | Lionel G. Wilson         | Henri Labussière |
| l'ordinateur         | Simon Prebble            | Pierre Dourlens |
| le narrateur         |                          | Kris Bénard (saison 1), Patrick Guillemin (voix principale), Michel Vigné (voix de remplacement)                                                               |
| voix additionnelles  | Linda Lavin, Antonia Rey | Patrick Guillemin, Pascal Renwick, William Coryn, Gérard Hernandez, Gilbert Lévy, Emmanuel Curtil, Évelyne Grandjean, Kelly Marot, Anne Ludovik, Marie Vincent |

- Version française
  - Studio de doublage : L'Européenne de doublage puis Dubbing Brothers[16]
  - Direction artistique : Kris Bénard puis Nathalie Raimbault
  - Adaptation : Sophie Deschaumes, Isabelle Neyret, Philippe Ringenbach et Nadine Giraud

## Médias
Une cassette vidéo de Courage, le chien froussard a été commercialisé en même temps que celle de Mike, Lu & Og en 2000. Cette cassette n'est désormais plus en vente. Courage, le chien froussard : saison 1, un DVD en deux disques, était composé des treize premiers épisodes de la première saison, commercialisé le 12 septembre 2007 en Australie par Madman Entertainment,. Le 13 janvier 2010, la seconde saison est commercialisée en version intégrale,. Les quatre saisons sont également disponibles en téléchargement et en version originale sur le site iTunes,.

## Accueil

### Critiques et rédactions
Courage, le chien froussard a été bien accueilli par l'ensemble des critiques et rédactions. John G. Nettles, de PopMatters, note la série comme « un mélange fascinant de cartoon et de films d'horreur, agréable à regarder. » Alex Mastas, de Lights Out Films, attribue à la série une note de « A- » et la décrit comme « riche et imaginative. » KJ Dell Antonia, de Common Sense Media, poste donne une note de trois étoiles sur cinq. Antonia prévient cependant aux parents que la série contient une violence graphique, comme l'exposition d'organes dans certaines scènes. Jeff Swindoll, de Monsters and Critics, écrit une critique sur la première saison en DVD de la série expliquant sa déception sur le court-métrage et épisode pilote The Chicken from Outer Space..

### Récompenses et nominations
| Date | Récompense         | Catégorie                                    | Nomination                                                          | Résultat   |        |
| ---- | ------------------ | -------------------------------------------- | ------------------------------------------------------------------- | ---------- | ------ |
| 1995 | Academy Awards     | Meilleur court-métrage d'animation           | John R. Dilworth Pour le court-métrage The Chicken from Outer Space | Nomination | [ 27 ] |
| 2000 | Annie Awards       | Design et production d'une série d'animation | John R. Dilworth Pour l'épisode Une nuit au motel Katz              | Lauréat    | ,      |
| 2000 | Golden Reel Awards | Édition sonore — série d'animation — Son     | Pour l'épisode Canards de l'espace                                  | Nomination | [ 29 ] |
| 2001 | Golden Reel Awards | Édition sonore — série d'animation — Son     | Pour l'épisode Courage in the Big Stinkin' City                     | Lauréat    | [ 29 ] |
| 2003 | Golden Reel Awards | Édition sonore — série d'animation — Son     | Pour l'épisode La tour du docteur Zalost                            | Nomination | [ 29 ] |